# Sophie-Marie Larrouy

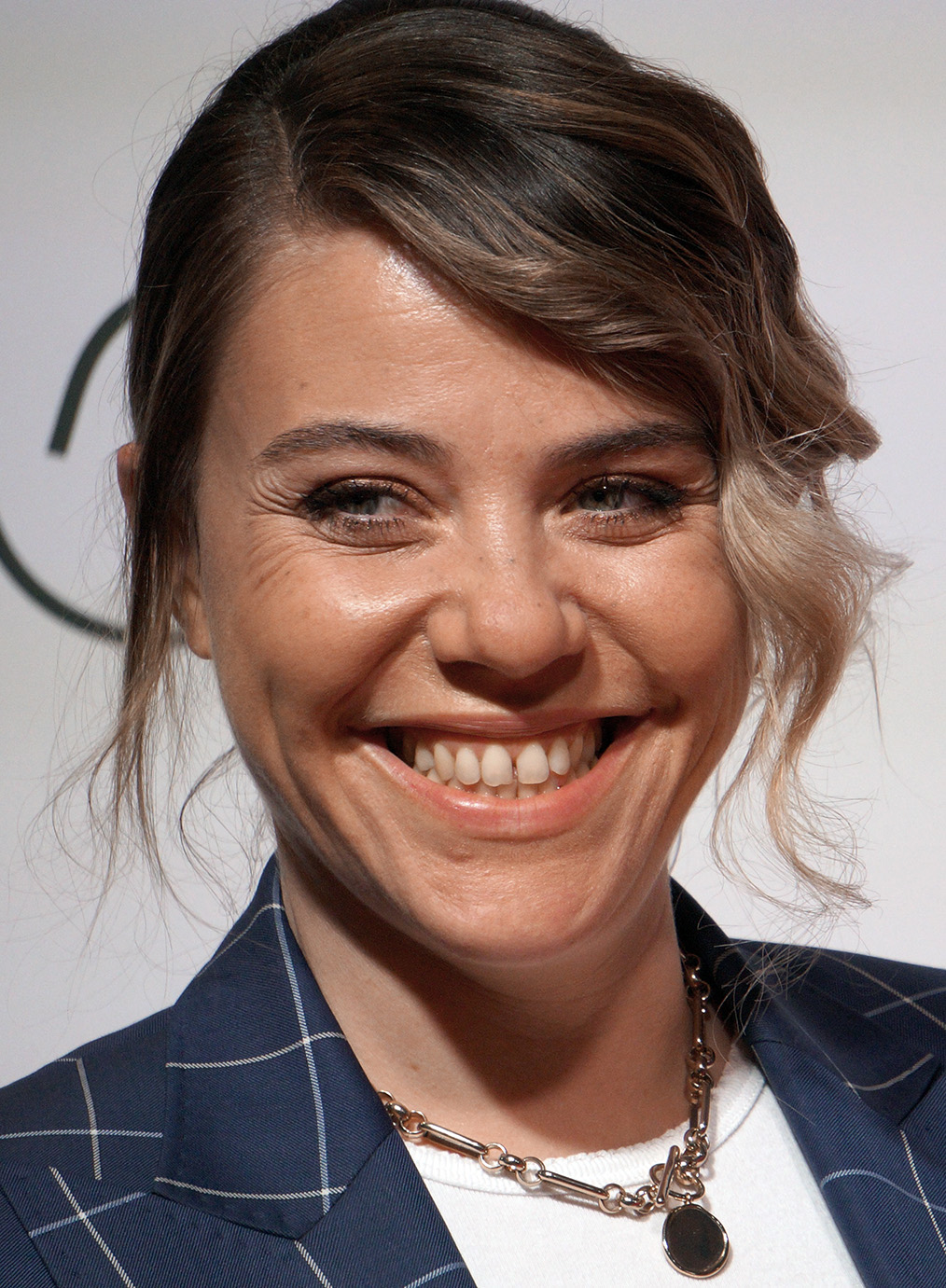
Sophie-Marie Larrouy (2020)

Sophie-Marie Larrouy (* 1984) ist eine französische Komikerin, Schauspielerin, Journalistin und Autorin.

## Leben
Larrouy stammt aus den Vogesen, im Nordosten Frankreichs, und verbrachte ihre Kindheit und Jugend in Épinal. 1996 zog sie von dort zunächst nach Mulhouse, wo sie später bei einer Autovermietung arbeitete. Schließlich zog sie nach Nancy, wo sie sich als Studentin an der Universität einschrieb. Zu der Zeit entwickelte Larrouy bereits ihr späteres Alter Ego Vaness La Bomba, deren Vlogs sie erstmals 2008 verbreitete. Zuvor hatte sie begonnen, sich journalistisch auszuprobieren. Sie bestritt erfolgreich das Bewerbungsverfahren zur Journalistenschule in Lille, brach ihren Besuch dort aber bereits 2008 ab, um nach Paris zu ziehen und dort als Onlinejournalistin zu arbeiten. 2010 erhielt sie dann eine Anstellung als Redakteurin beim Fernsehsender Canal+, wo sie bis 2012 tätig war.
Nachdem sie sich in Paris niedergelassen hatte, nahm Larrouy an Castings teil und erhielt von David Moreau bald eine erste Rolle in dessen Film 20 ans d’écart (deutscher Verleihtitel: „It Boy – Liebe auf Französisch“). Nachdem sie auch die Hauptrolle in Nine Anticos Filmdebüt Tonite erfolgreich ausgefüllt hatte, schlossen sich weitere Engagements bei Kurz- wie Langfilmproduktionen, aber auch in einzelnen Episoden verschiedener Fernsehserien, an.
Von 2013 bis 2014 trat Larrouy mit ihrem ersten Bühnenstück, der „One-Woman-Show“ Sapin le jour, Ogre la nuit (deutsch „Tannen bei Tag, Oger bei Nacht“), zunächst regelmäßig in ein und demselben Pariser Kleinkunsttheater im Quartier de la Folie-Méricourt auf. In einem weiteren Bühnenprogramm, mit dem sie ebenfalls seit 2013 gastiert, verwandelt sie sich in Vaness La Bomba, die Persiflage einer Pariser Modebloggerin. Als diese Kunstfigur war Larrouy einem breiteren Publikum bereits durch ihre Fernsehauftritte beim Canal+ bekannt.
Als freiberufliche Journalistin verfasst Larrouy Kolumnen sowie Radiosendungen und Webpodcasts. Außerdem ist sie Autorin mehrerer Bände humoristischer Selbsthilfeliteratur. Seit Anfang 2017 präsentiert Larrouy zudem eine Rubrik des wöchentlich von Arte gesendeten deutsch-französischen Popkulturmagazins Personne ne bouge (Abgedreht!), in der sie in latent unernster, zugleich aber methodisch zweifelnder Manier vornehmlich Subjekte bildender Kunst besucht und dort „ermittelt“.

## Filmografie (Auswahl)
- 20 ans d’écart (David Moreau, F 2013), als Clémentine
- Tonite (Nine Antico, F 2014), als Pauline
- Floride (Philippe Le Guay, F 2015), als Secretärin Joséphine
- L’hermine (Christian Vincent, F 2015), als Coralie Marciano
- Embrasse-Moi (Océane Michel und Cyprien Vial, F 2016), als Sonia

## Publikationen
- Le foot expliqué aux filles, à ma mère et à Didier Deschamps, zusammen mit Guillaume Bouzard, illustriert von Marc Hervez. Delcourt, Paris 2014, ISBN 978-2-7560-5507-7
- Comment ne pas devenir un vieux con, zusammen mit Virginie Firroloni-Mosser aka Mademoiselle Navie. Marabout, Paris 2014, ISBN 978-2-501-09955-4
- Devenir grands-parents pour les nuls en BD, illustriert von Jeanne Gaullier. First / Delcourt, Paris 2016, ISBN 978-2-412-01599-5